# Steal Away
Steal Away (Steal Away to Jesus) è uno spiritual nero statunitense. Il canto è molto noto per le variazioni del coro:
Green trees are bending,
Poor sinner stands a trembling
The trumpet sound within my soul
I ain't got long to stay here
My Lord calls me,
He calls me by the thunder
The trumpet sound within my soul
I ain't got long to stay here»
Il mio Signore mi chiama
Mi chiama con il tuono
La tromba suona dentro la mia anima
Non starò qui ancora per molto
Alberi verdi (giovani) vengono piegati
il povero peccatore si alza tremando
La tromba suona dentro la mia anima

Non starò qui ancora per molto»
Canti come "Steal Away tu Jesus", "Swing Low, Sweet Chariot", "Wade in the Water" e il "Gospel Train" sono canzoni con codici nascosti, non solo di avere fede in Dio, ma contenenti messaggi nascosti per gli schiavi a scappare da soli, o con l'Underground Railroad.
"Steal Away" fu composta da Wallace Willis, un nativo Choctaw liberto nel vecchio territorio indiano, qualche tempo prima del 1862:
(Banks, Narrative, p. 28)

Alexander Reid, un religioso in un collegio Choctaw, aveva sentito Willis cantare le canzoni e trascrisse le parole e le melodie. Mandò la musica ai Jubilee Singers della Fisk University di Nashville, Tennessee:
(Flickinger, The Choctaw Freedmen)
I Jubilee Singers hanno poi reso popolare le canzoni durante un tour degli Stati Uniti e in Europa.
Steal Away è un normale canto Gospel e si trova nelle collezioni di inni di molte congregazioni protestanti.
Un arrangiamento del brano fa parte dell'oratorio A Child of Our Time, eseguito la prima volta nel 1944, del compositore classico Michael Tippett.